# شبسس كاف
شبسس كاف الفرعون المصري السادس والأخير من الأسرة الرابعة بالدولة القديمة. دفن في هرم بناه وهو غير مستقيم وهو من أكثر ملوك مصر غموضا ويوجد له تمثالين في متحف اللوفر بباريس حكم مصر ابتداءَ من عام 2510 قبل الميلاد أي من 6 إلى 8 سنوات تقريبآ. دفن في هرمه (على هيئة تابوت مستطيل والمعروفة باسم مصطبة فرعون) الواقع على بعد 15 كم جنوب منف وهرمه بعمق 52 متر يؤدى إلى ممرين أحدهما كاذب لتضليل اللصوص والآخر بعمق 278 متر ويؤدى هذا الممر إلى غرفة الدفن الحقيقية بالإضافة إلى المعبد الجنائزي ومعبد الوادي والطريق الذي يربط بينهما. استكمل مجمع المعابد لهرم منكاورع كما قام ببناء مقبرة المصطبة الخاصة التي دفن بها.

## العائلة

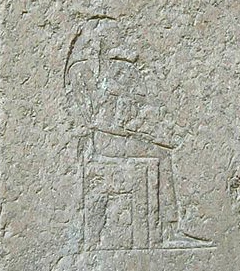
صورة للملكة خنتكاوس الأولى على كتلة من الجرانيت من مقبرتها.

عائلة شبسس كاف غير مؤكدة. اقترح عالم المصريات جورج أندرو رايزنر أن شبسس كاف هو ابن منكاورع بناءً على مرسوم يذكر أن شبسس كاف أنهى معبد منكاورع الجندي. ومع ذلك، لا يمكن اعتبار هذا دليلًا قويًا على البنوة لأن المرسوم لا يصف العلاقة بين هذين الملوك. علاوة على ذلك، فإن إتمام مقبرة الفرعون المتوفى من قبل خليفته لا تعتمد بالضرورة على علاقة الأب / الابن المباشرة بينهما.
والدة وزوجات وأطفال شيبسكاف غير معروفة. إذا كان منكاورع هو والده بالفعل، فربما كانت والدته إحدى زوجات منكاورع الملكية خع مرر نبتي الثانية أو رخيت رع. من الممكن أن تكون زوجة شيبسس كاف خنت كاوس الأولى ، لكن هذا أبعد ما يكون عن اليقين. وقد تم اقتراح الملكة بونير كزوجة محتملة لشبسس كاف بناءً على ألقاب ككاهنة لشيبسس كاف. ومع ذلك، ربما كانت ابنة خدمت كاهنة في عبادة والدها. أخيرًا، قد تكون خامات، زوجة أحد النبلاء المسمى بتحابس وابنة ملك، هي ابنة لشبسس كاف أو أوسركاف.

## الملك
من المحتمل أنه كان آخر فرعون من الأسرة الرابعة لمصر إذا لم يخلفه حاكم مجهول اسمه تامفثيس كما هو مسجل في بعض الأدب المصري، وبشكل غير مباشر، عن طريق بردية تورينو. لم يتم تسجيل أي حاكم يدعى ثامبثث في الوثائق المعاصرة مثل الآثار الملكية أو المقابر الخاصة في مقابر المملكة القديمة في الجيزة وسقارة والتي تعود إلى هذه الفترة. يسرد النبيل المخضرم نتر بو نيسوت بشكل واضح هذا التسلسل من ملوك المملكة القديمة الذين خدمهم في قبره: چدف رع →خعفرع → منكاورع → شبسس كاف، وأول ثلاثة ملوك من سلالة 5 وهم وسركاف وساحورع ونفر إر كا رع. أخيرًا، "لا توجد أسماء لعقارات الفترة "التي يتم تجميعها" بأسماء ملكية تذكر أي ملوك آخرين غير هؤلاء، ولا تذكر أسماء ... أحفادهم الملكي، الذين حملوا في كثير من الأحيان اسم الجد الملكي كمكون خاصة بهم.
مينكاورع

### شهادة عصره
بعض المسؤولين الذين خدموا في عهد شبسسكاف معروفون من النقوش الجنائزية التي وضعوها على قبورهم والتي تذكر الملك. توجد هذه النقوش في الغالب في الجيزة وسقارة. حقيقة أن العديد من هذه النقوش تذكر شبسسكاف فقط دون تفاصيل إضافية تشير إلى قصر مدة حكمه. من بين المسؤولين الذين ذكروا شبسسكاف يوجد باباف الثاني، الوزير في عهد شبسسكاف وربما يكون ابن عمه؛ سخمكارع، ابن خفرع وكاهن الطقوس الجنائزية الملكية؛ نسوت بو نتر، الذي كان كاهن الطقوس الجنائزية الملكية؛ بتاح شبسس الأول، الذي أتم تعليمه بين الأطفال الملكيين في قصر وحريم شبسسكاف، والذي رُقّي لاحقًا إلى منصب كاهن بتاح بواسطة أوسركاف وصاهر هذا الملك؛ وكاونيسوت، وهو مسؤول في القصر وكاهن ومدير الحلاقين.